# The Amazing Spider-Man: Lethal Foes
The Amazing Spider-Man: Lethal Foe (スパイダーマン リーサルフォーズ Supaidāman Rīsaru Fōzu?) es un videojuego de acción de 1995 para la Super Famicom con el personaje Spider-Man de Marvel Comics, lanzado en Japón. Se basa en serie limitada «The Lethal Foes of Spider-Man» de 1993.
La portada del juego fue diseñada por los artistas del cómic Mark Bagley, Karl Kesel y Paul Mounts.

## Jugabilidad
Las habilidades de Spider-Man para mover la telaraña se pueden usar para llegar a varios lugares. Cada nivel tiene un punto de control dentro de cada nivel, ya que los jugadores deben llegar a su destino dentro del límite de tiempo. Spider-Man lucha contra varios villanos a lo largo del juego: Spider-Slayers, Beetle, Lizard, Mysterio, Alistair Smythe, Green Goblin, Scorpion, Venom, Doctor Octopus y Carnage. Además, personajes amistosos como Human Torch, Speedball y Iron Fist aparecen en las escenas entre niveles.
Se desbloquea contenido adicional escaneando códigos de barras con Barcode Battler II conectado a través de una "interfaz de Barcode Battler II".

## Recepción
En el lanzamiento, Famicom Tsūshin puntuó al juego un 21 de 40.